# Arróniz
Arróniz – gmina w Hiszpanii, w Nawarze, o powierzchni 55,21 km². W 2011 roku gmina liczyła 1111 mieszkańców.